# Luke Macfarlane
Luke Macfarlane (London, Canadá, 19 de enero de 1980) es un actor y músico canadiense-estadounidense. Es conocido por interpretar a Scotty Wandell en el drama televisivo de ABC Brothers & Sisters (2006-2011) y por RAC Agent D'avin Jaqobis en la serie de ciencia ficción de la televisión espacial Killjoys (2015-2019).

## Biografía

### Juventud
Luke Macfarlane, cuyo nombre de pila es Thomas Luke Macfarlane, Jr., nació en London (Canadá). Su padre, Thomas, es el director del Servicio de Salud Estudiantil de la Universidad de Ontario Occidental, y su madre Penny es una enfermera de psiquiatría en un hospital de London. Macfarlane estudió en la Escuela Secundaria Central de London junto con su hermana gemela Ruth y su hermana mayor Rebecca.

### Carrera como actor
Macfarlane estudió interpretación en Juilliard en Nueva York (EE. UU.), lo que le permitió actuar en las producciones Romeo & Juliet, Richard III, The School of Night, Blue Window, The Grapes of Wrath, y As You Like It antes de graduarse en la modalidad de interpretación en 2003.
Luke fue uno de los cuatro personajes principales en Juvenilia, representada en el Teatro Playrights Horizons entre el 14 de noviembre y el 21 de diciembre de 2003. Consiguió el papel principal en el estreno en EE. UU. de la obra Where Do We Live, que se representó en el Teatro Vineyard en mayo de 2004. La producción fue mencionada por los GLAAD Media Awards de 2005 en la categoría de Teatro Sobresaliente de Nueva York: Broadway y Off-Broadway. También apareció con Jill Clayburgh y Hamosh Linklater en la producción Off-Broadway de The Busy World is Hushed, de nuevo en Playwrights Horizons, en el Verano de 2006; además repitió su papel de Thomas para la première en Los Ángeles en el Centro Cultural Skirball el 7 de febrero de 2007.
En televisión, Macfarlane es quizá más conocido por su papel como el soldado Pvt. Frank "Dim" Dumphy en la serie de televisión de FX Networks de 2005 llamada Over There. Tuvo el papel de enemigo de Cynthia Nixon en la película de Robert Altman Tanner on Tanner, del Sundance Channel.
En el año 2008 Luke Macfarlane consiguió un papel permanente (a partir de la tercera temporada) en la serie estadounidense de la cadena ABC Cinco hermanos/Brothers & Sisters, como Scotty Wandell; un hombre homosexual que tiene una relación romántica con uno de los hermanos de la serie, Kevin Walker (interpretado por Matthew Rhys). La personalidad de Scotty ha sido el centro de algún que otro debate, ya que su personalidad afeminada (en contraste con la masculinidad de Kevin) ha llevado a que los fanes y críticos como Michael Ausiello de  TV Guide a ser muy críticos con el que Ausiello definió como el amigo agitado de Kevin. Posteriormente su papel evolucionó a una personalidad más estable. McFarlane recibió muy buenas críticas por esta interpretación de un hombre homosexual, alejada de las interpretaciones estereotipadas habituales. 
Macfarlane fue el último actor en ser seleccionado para la serie de FOX llamada Supreme Courtships, para interpretar el papel de Allen Moore. Sin embargo, el episodio piloto no fue seleccionado por los directivos de la cadena para la temporada 2007-2008 y la producción de la serie fue cancelada.
En su último trabajo para televisión, Luke Macfarlane has sido seleccionado como el protagonista principal en una próxima miniserie de dos episiodios llamada Iron Road, que ha sido grabada en China durante cinco semanas y Columbia Británica durante dos. La miniserie se encuentra actualmente en posproducción y será emitida en marzo de 2008.
A partir de 2015 comenzará a formar parte del elenco de Killjoys como D’avin Jaqobis, una serie de Syfy.

### Carrera musical
Luke Macfarlane fue el vocalista y compositor de la banda Fellow Nameless, que creó en su 8 curso con algunos de sus compañeros de clase de la Escuela Lester B. Pearson de las Artes Escénicas bajo el nombre de Slipnaught, un nombre que había sido escogido aleatoriamente del diccionario porque no habían acordado ningún nombre para la banda cuando llegó la hora de actuar por primera vez.
Fellow Nameless surgió de Slipnaught debido principalmente a que los miembros de la banda odiaban el nombre original, y por tanto, Fellow Nameless nació en la Escuela Secundaria de London Central. Grabaron un único álbum que fue mitad directo mitad de estudio, y además grabaron 10 canciones adicionales que nunca fueron incluidas en ningún disco, incluyendo 3 que había sido grabadas como maqueta previa a un acuerdo con Maverick Records. 
Se dio por disuelta a la banda, pero luego tuvo dos reencarnaciones sin Macfarlane como vocalista principal. La primera reencarnación, Van A Primer apareció en 2004, y la segunda, Cancel Winter, en marzo de 2006, con tres miembros de la banda original. Macfarlane también sabe tocar el violonchelo y la trompeta.

## Vida personal
En una entrevista concedida al periódico canadiense The Globe and Mail publicada el 15 de abril de 2008, Luke Macfarlane declaró públicamente ser gay.
El 4 de junio de 2023, Macfarlane y su pareja, el esquiador Hig Roberts tuvieron su primera hija, Tess Eleanor Macfarlane.

## Filmografía
Cine
| Año                | Película              | Personaje         | Notas        |
| ------------------ | --------------------- | ----------------- | ------------ |
| 2004               | Kinsey                | Bruce Kinsey      |              |
| 2006               | Recalled              | Lieutenant Sefton | Cortometraje |
| 2006               | Trapped Ashes         | Vincent           | Cameo        |
| 2017               | Rock, Paper, Scissors | Peter Harris      |              |
| 2021               | Single All the Way    | James             |              |
| 2022               | Bros                  | Aaron Shepard     |              |
| (Fuente: IMDb.com) |                       |                   |              |

Televisión
| Año                | Película                                | Personaje             | Notas                                     |
| ------------------ | --------------------------------------- | --------------------- | ----------------------------------------- |
| 2004               | Tanner on Tanner                        | Stuart DeBarge        | Miniserie                                 |
| 2005               | Over There                              | Frank "Dim" Dumphy    | 13 episodios                              |
| 2006–2011          | Brothers & Sisters (Cinco hermanos)     | Scotty Wandell        | 81 episodios                              |
| 2008               | Iron Road: El último tren desde oriente | James Nichol          | Miniserie                                 |
| 2012               | Beauty & the Beast                      | Phillippe Bertrand    | Episodio: "Proceed with Caution"          |
| 2013               | Person of Interest                      | Agente Alan Fahey     | Episodio: "Proteus"                       |
| 2013               | Smash                                   | Patrick Dillon        | Episodios: "The Tonys", "The Nominations" |
| 2013               | Satisfaction                            | Jason Howell          | 13 episodios                              |
| 2014–2017          | The Night Shift                         | Rick Lincoln          | 8 episodios                               |
| 2015               | Supergirl                               | Agente Donovan        | Episodios: "Red Faced", "Human for a Day" |
| 2015–2019          | Killjoys                                | Agente D'avin Jaqobis | Protagonista                              |
| 2016–2017          | Mercy Street                            | Chaplain Hopkins      | 12 episodios                              |
| 2023-presente      | Platonic                                | Charlie               | 9 episodios                               |
| 2024               | Hacks'                                  | Brad                  | 1 episodio                                |
| 2024               | Invincible                              | Rick Sheridan (voz)   | 2 episodios                               |
| (Fuente: IMDb.com) |                                         |                       |                                           |

Videos musicales
| Año  | Artista | Título          | Papel |
| ---- | ------- | --------------- | ----- |
| 2003 | Seal    | "Love's Divine" | Chico |